# دوروثي كوتن
دوروثي كوتن (بالإنجليزية: Dorothy Cotton)‏ هي ناشِطة أمريكية، ولدت في 1930 في غولدزبورو في الولايات المتحدة، وتوفيت في 10 يونيو 2018.

## نشأتها
ولدت دوروثي فورمان كوتن في مدينة غولدزبورو بولاية كاليفورنيا في التاسع من يونيو عام 1930، وكانت كنيتها قبل الزواج دوروثي لي. شهدت دوروثي الكساد الكبير، وتوفيت أمها وهي ابنة ثلاثة أعوام، ما حتّم على والدها كلود فورمان تربيتها وشقيقاتها الثلاث. لم يتمم والدها تعليمه الأساسي، وكان عاملًا في مصنع تبغ، وكانت حياتهم عبارة عن كفاح يومي في بلدتهم الريفية المعزولة جنوب البلاد.
تعرفت فورمان على روزا جاري خلال دراستها الثانوية، وهي معلمة لغة إنجليزية ومديرة للمسرح المدرسي، وكان لروزا أثر بالغ على حياة فورمان، إذ غيرت حياتها وشجعتها لتكون ناجحة وقوية، فضلًا عن أنها جعلتها تمثل في أدوار قيادية في المسرح. ما وطد علاقتيهما وفقًا لفورمان، كذلك ساعدت روزا فورمان في الحصول على مقعد في جامعة شو حيث درست اللغة الإنجليزية، ومنحتها كذلك عملين جزئيين في حرم الجامعة؛ الأول في كافيتيرا الجامعة، والثاني في حرم مُدّرسي الجامعة. وعندما منح دكتور الجامعة دانييل منصب رئيس جامعة ولاية فرجينيا، بدأت فورمان بالعمل لديه مدبرة منزل. ووصفت عملها في مكان إقامته بأنها كانت ابنة ومدبرة منزل معًا. وخلال فترة إقامتها في الولاية، قابلت رجلًا يدعى هوراس سيمز، وهو طالب في مادة شكسبير في صفها، والذي عرفها بدوره على جورج كوتن. لم يكن كوتن طالبًا في جامعة فرجينيا، لكنها تزوجته في منزل رئيس الجامعة بعد تخرجها مباشرة. ثم واصلت دراستها وحصلت على درجة الماجستير في علاج النطق بجامعة بوسطن عام 1960. ثم انتقلت إلى مدينة بطرسبرغ الأمريكية بولاية فرجينيا حيث انخرطت في أعمال كنيسة محلية بقيادة وايات. ت ووكر. ومن تلك النقطة بدأت مسيرتها الحقوقية.

## أنشطتها الحقوقية
أجرت كوتن مقابلة مع مكتبة الكونجرس، حيث استذكرت حادثة لها حينما كانت خارج المنزل، فسمعت فتى أبيض يقود دراجته ويغني «في أعماق مدينة الزنوج.» فصرحت أن الحادثة ملأتها غضبًا ولن تنساها لأنها خلفت أثرًا في نفسها، وجعلتها أكثر وعيًا بالمنظومة الخاطئة. ما هيئها لرحلتها في حركة الحقوق المدنية.
وبينما كانت في جامعة ولاية فرجينيا، انخرطت بنشاطات كنيسة محلية بقيادة وايات تي. ووكر، وهو الرئيس الإقليمي للجمعية الوطنية للنهوض بالملونين. وقالت أنها شعرت بانجذاب إلى الكنيسة نظرًا لأنشطتها في الحركة. وآنذاك سألها ووكر إن كانت قادرة على المساعدة في تنظيم الأطفال وتدريبهم من أجل الاعتصامات. فوافقت وتمثل عملها في تعليم الأطفال كيفية الاعتصام بشكل صحيح، بالإضافة إلى السير في مسيرات الحركة. ساعدت كوتن ووكر في الاحتجاج ضد الفصل العنصري في المكتبة والكنيسة، وعلمت الطلاب على تدابير العمل المناسبة خلال الاعتصامات.» ولم يمض وقت طويل على انخراطها في هذه الأنشطة حتى دعي مارتن لوثر كنج الابن إلى الكنيسة لإلقاء خطبة. وضمت فعالية الأمسية حينئذ كلمتين، الأولى يلقيها مارتن والثاني كوتن. فألقت قصيدة شعرية، ما حاز اهتمام مارتن الذي تحدث إليها لاحقًا. خلال فترة مكوثه في بطرسبرج، طلب مارتن من ووكر مرافقته إلى أتلانتا ومساعدته في تشكيل مؤتمر القيادة المسيحية الجنوبي. فوافق ووكر شريطة أن يحضر معه اثنين من مساعديه، وهما جيم وود ودوروثي كوتن. ووافقت كوتن على الذهاب على أن تمضي فترة لا تتجاوز 3 أشهر، غير أنها بقيت 23 عامًا. وخلال هذه الأعوام، قدمت إسهامات كبيرة لحركة الحقوق المدنية. عندما قدمت إلى أتلانتا، لم تكن أكثر من مساعدة إدارية لووكر. وبعد فترة وجيرة، طلب كنج مساعدتها في مدرسة هايلاندر فولك؛ والتي كانت تعاني من سمعة بالغة السوء. وقابلت كوتن في المدرسة سبتما كلارك التي عملت معها لاحقًا في إطلاق برنامج التربية الوطنية.
استحوذ عمل كوتن في الحركة على حياتها، ويعزى ذلك إلى شعورها بالالتزام. إذ كتبت في سيرتها الذاتية «لم يكن عملنا في المؤتمر مجرد عمل، بل كان التزامًا مدى الحياة.» وقد يتمثل إنجازها الأكبر في الحركة بإطلاقها برنامج التربية الوطنية: وهو برنامج يقصد به مساعدة السود على التصويت.»

## برنامج التربية الوطنية
عملت كوتن على نحو وثيق مع سبتما كلارك وعيسو جنكنز في مدرسة هايلاندر فولك في تينيسي ومؤتمر القيادة المسيحية الجنوبي، ومعًا أطلقوا حركة شعبية في المناطق الريفية الجنوبية خلال فترة الستينيات، التي اعتبرت حافلة وعصيبة في الوقت ذاته على حركات الحقوق المدنية. وكان عيسو من المشاركين في البرنامج في مراحله الأولية، وهو رجل أعمال مستقل لم يتجاوز المرحلة الابتدائية من تعلميه، لكن لديه عقلية أساتذة الجامعة. وعمل جنكنز كذلك سائق حافلة خاصة يقود بها الناس من الأماكن الساحلية لجنوب كارولينا إلى أماكن عملهم.
وخلال تلك الرحلات، كان عيسو يدخل في محادثات مع الركاب حول السلطة وحق الفرد في التصويت. وأدرك الحاجة الماسة إلى برامج تعليمية موجهة نحو إذكاء الوعي بالحقوق المدنية والسياسة والرامية إلى تحفيز مجتمعات الأمريكين من أصول أفريقية على إحداث تغيير. وكانت تلك الحوارات غير الرسمية ضرورة حتمية لتشكيل قاعدة مشاركين في برنامج التربية الوطنية.
صب برنامج التربية الوطنية جل اهتمامه على تعليم متطلبات التسجيل للتصويت، فضلًا عن تمكين المجتمعات والأفراد. إذ شرعت معظم الولايات الجنوبية قوانين تصويت مصممة فقط لمن يتقنون تمارين القراءة والكتابة لاستبعاد المصوتين الأمريكيين من أصول أفريقية. ومن أمثلة تلك المتطلبات هي القدرة على سرد نصوص عشوائية من الدستور، بالإضافة إلى القدرة على التوقيع بخط متصل. وجدير بالذكر أن كثيرًا من الذين فرضوا هذه القوانين كانوا أميين أصلًا. غير أن عملية التصويت اتسمت بعدم الموثوقية والانحياز، ما أدى إلى رفض الكثير من السود. سعى البرنامج إلى زيادة الوعي لدى السود بأن التصويت حق لا مراء فيه. وتناول كذلك سبل التعامل مع الاحتياجات اليومية. وتطلع أيضًا إلى إطلاق موجة تعليم ذات انتشار واسع عند المجتمعات المحلية على أن يكون المعلمون من تلك المجتمعات.
أمل أعضاء البرنامج في إطلاق برنامج تعليمي قادر على الوصول إلى مجتمعات أخرى، وأن تكون تلك البرامج والمدارس قاعدة لمجتمعات أخرى في الجنوب والولايات المتحدة في نهاية المطاف. وجاء في نشرة البرنامج «يهدف البرنامج بصورة أساسية إلى تعليم القراءة والكتابة، ولمساعدة الطلبات على اجتياز تمارين القراءة والكتابة ليتمكنوا من التصويت.» وتكفلت تلك البرامج كذلك بتكاليف التسجيل والتدريب، ناهيك عن تكاليف السفر إلى مراكز التدريب. وبفضل تلك البرامج، ساعدت حركة الحقوق المدنية العديد من السود على التصويت لأعوام. وكان لبرنامج التربية الوطنية أثر بالغ على الحركة، وانخرط في ورشاته وفصوله الدراسية أكثر من 6000 رجل ومرأة.
ساعدت كوتن جيمس بيفيل على تنظيم الطلاب خلال حملة بيرمنجهام والحملة الصليبية للأطفال، ودرست حصص التربية الوطنية في أجزاء مختلفة من الجنوب. كذلك رافقت مارتن لوثر كنج الابن في رحلته إلى مدينة أوسلو النرويجية عندما حصل على جائزة نوبل للسلام عام 1964، وجدير بالذكر أن مارتن اعتبر الشريك المؤسس لمؤتمر القيادة المسيحية الجنوبي وأول رئيس له.
أجرى مشروع تاريخ الحقوق المدنية مقابلة مطولة مع كوتن في جامعة نورث كارولينا.

## إرثها
تكريمًا لها، شكلت الفرقة الموسيقية «دوروثي كوتن جوبيلي سنجرز» التي قدمت أغانيها على شرفها. إذ كانت كوتن مغنية موهوبة، وكثيرًا ما قادت فرق الأناشيد الروحانية خلال المظاهرات والدروس. وتسعى الفرقة للحفاظ على إرث هذه الأناشيد.

## وفاتها
توفيت دوروثي في العاشر من يوينو عام 2018 عن عمر يناهز 88 عامًا.